# Frédéric Berthelot

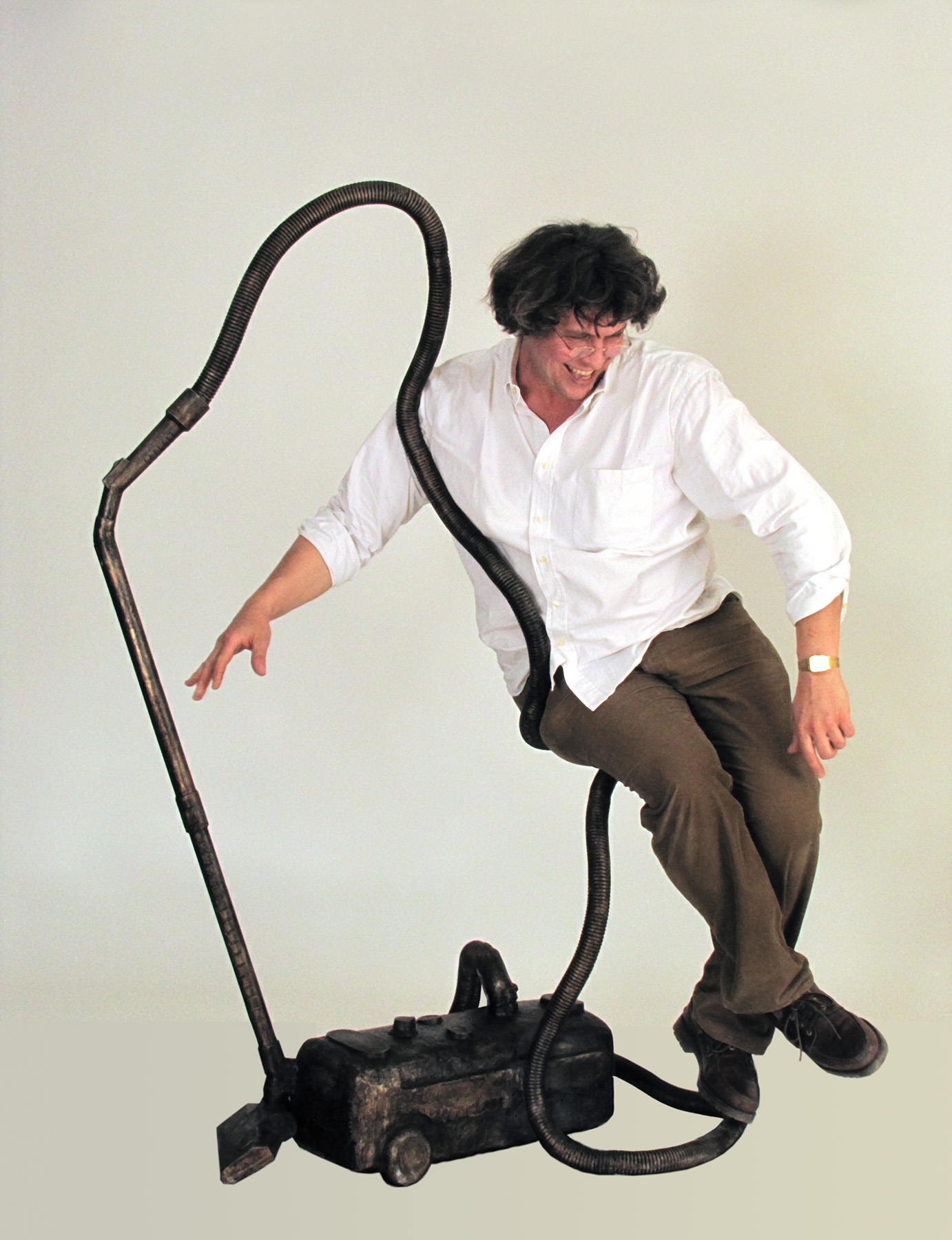
Frédéric Berthelot.

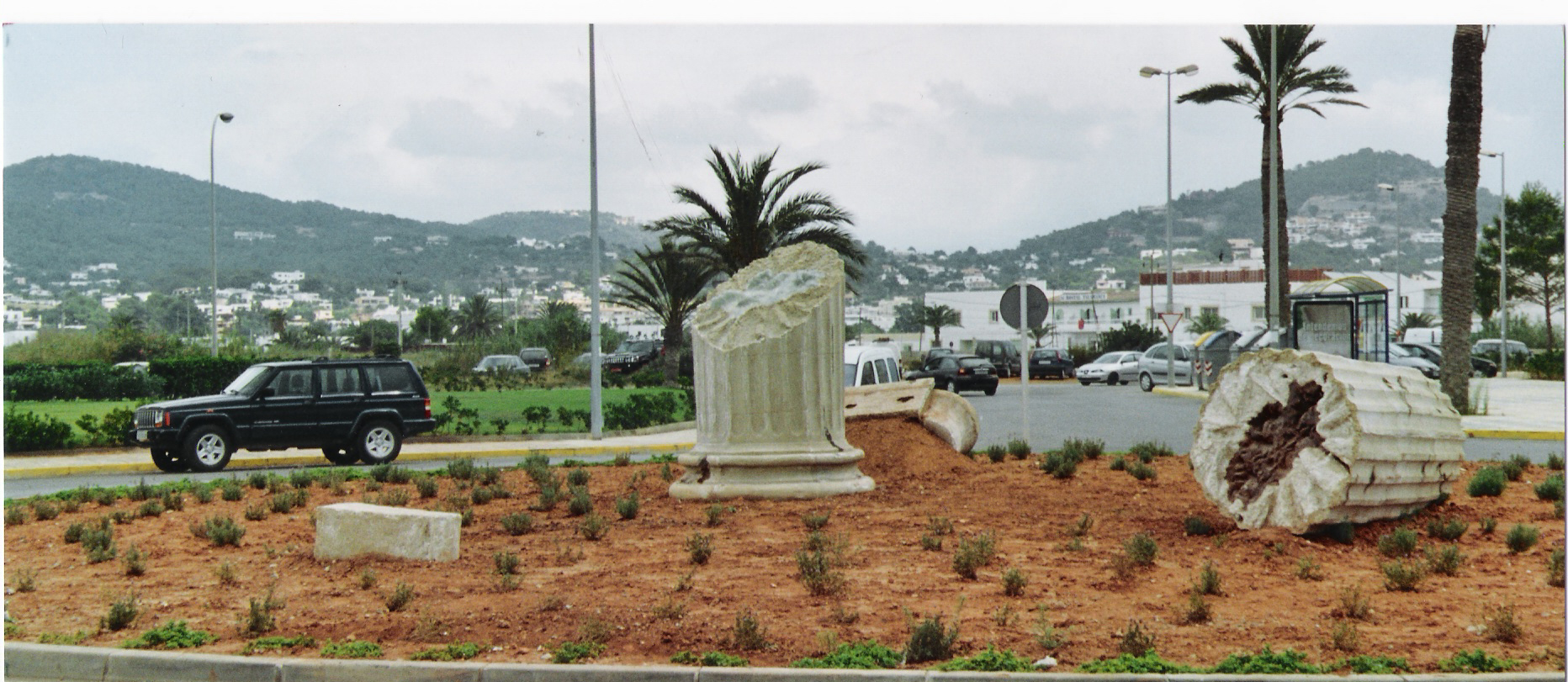
Frédéric Berthelot:Isla Blanca.

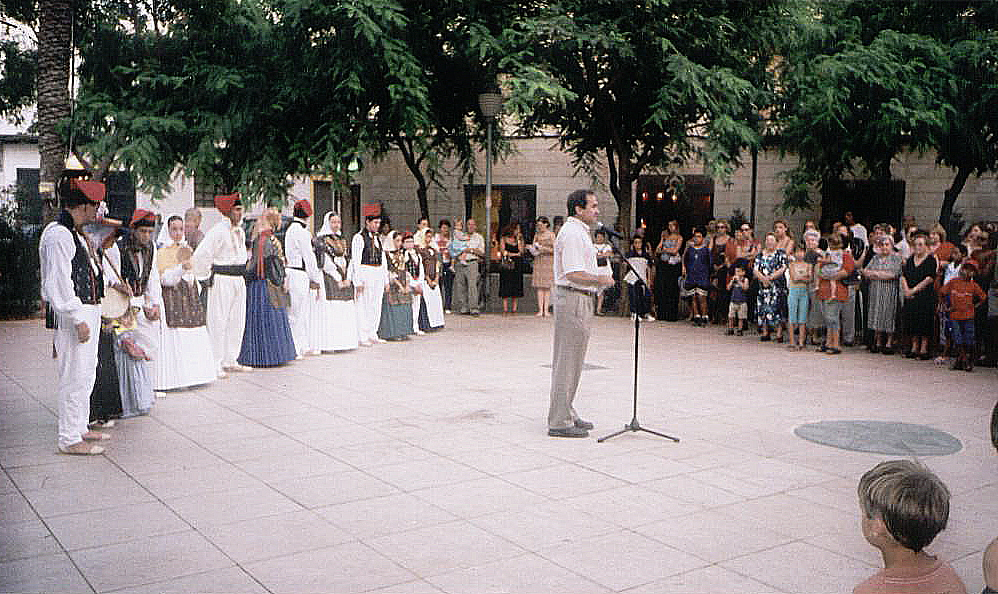
El Alcalde inaugura MANS D'EIVISSA en la plaza del Parque (Ibiza 2002).

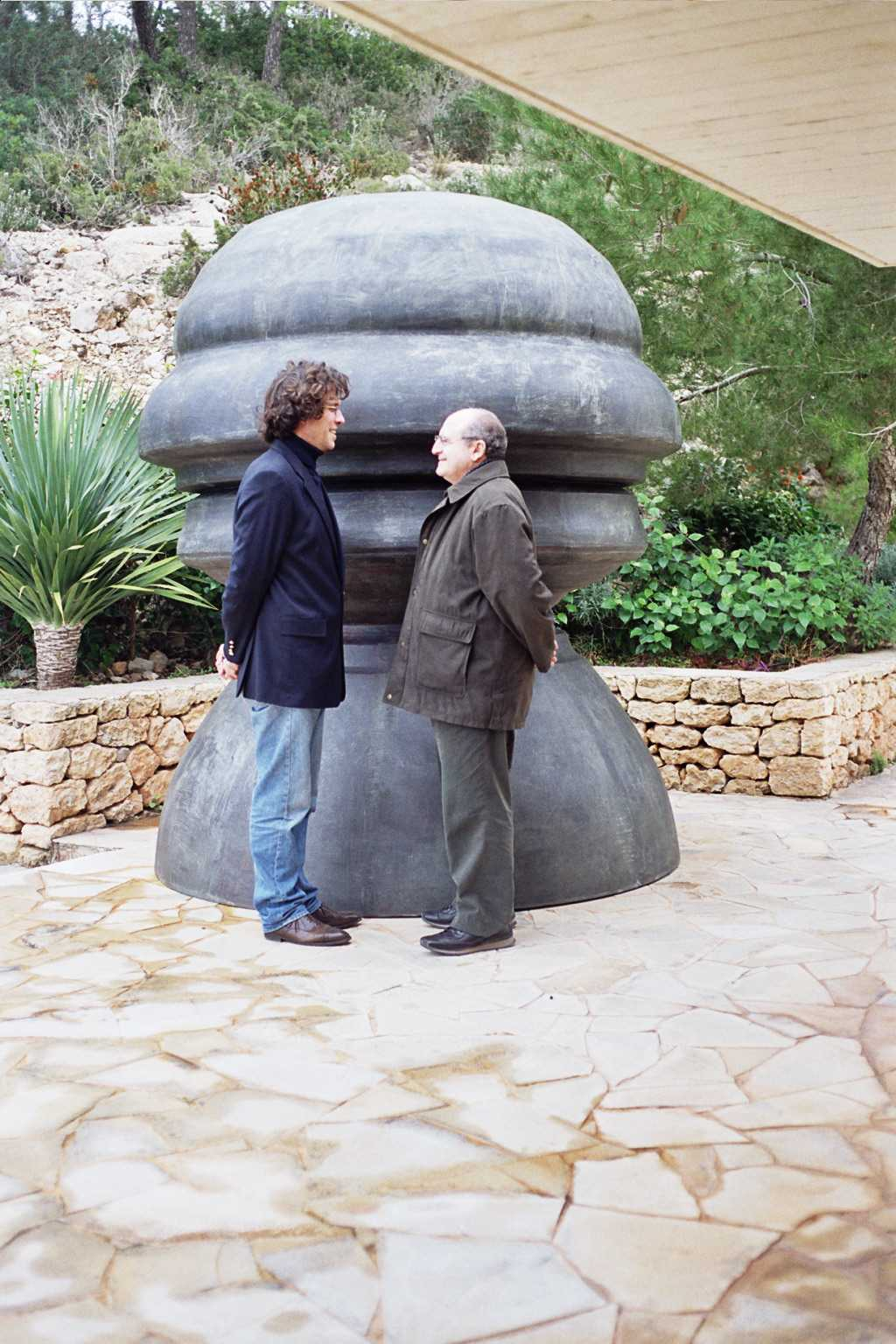
Frédéric Berthelot con Abel Matutes: escultura Abel 360°.

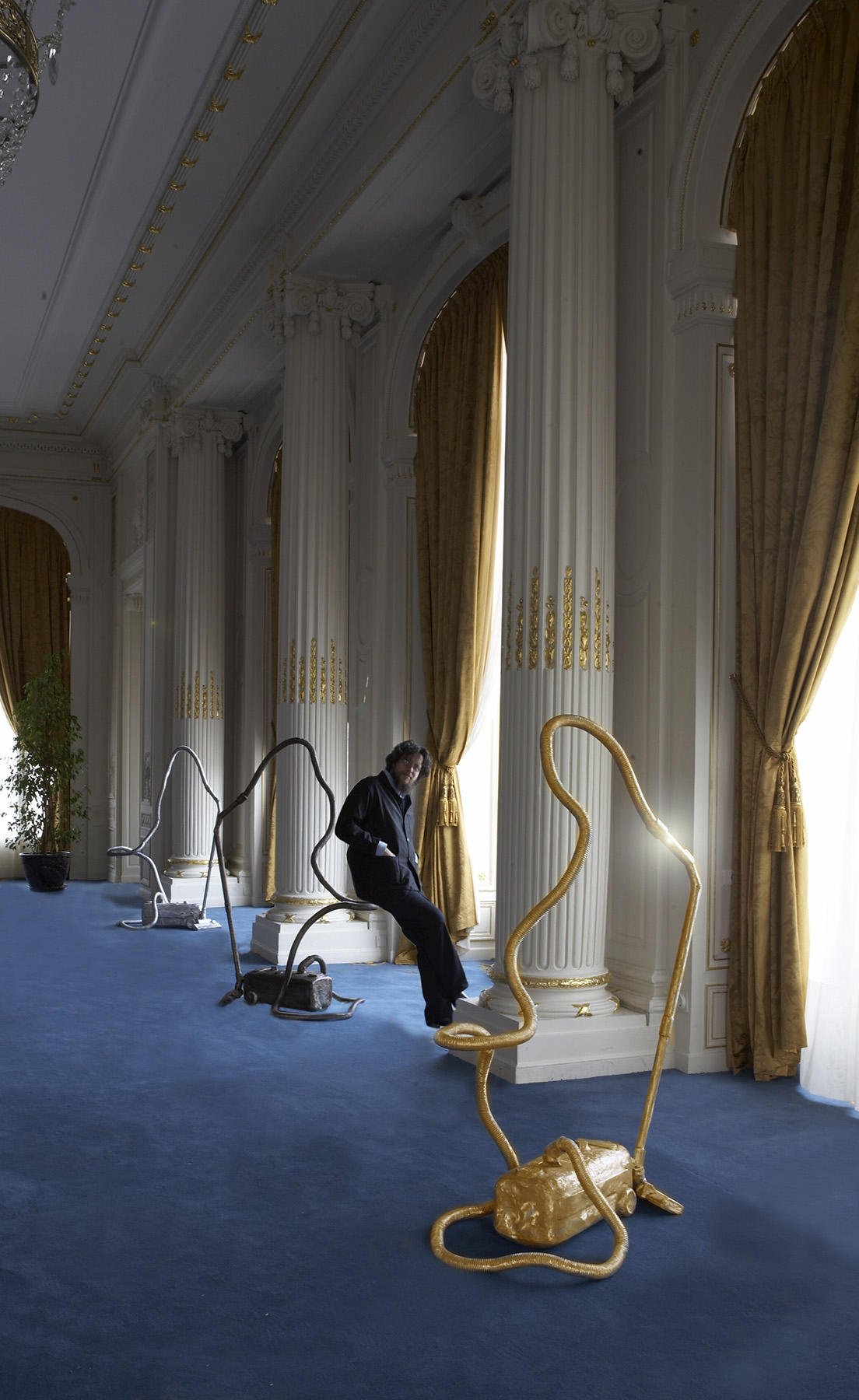
Frédéric Berthelot. Escultura FBSK111.

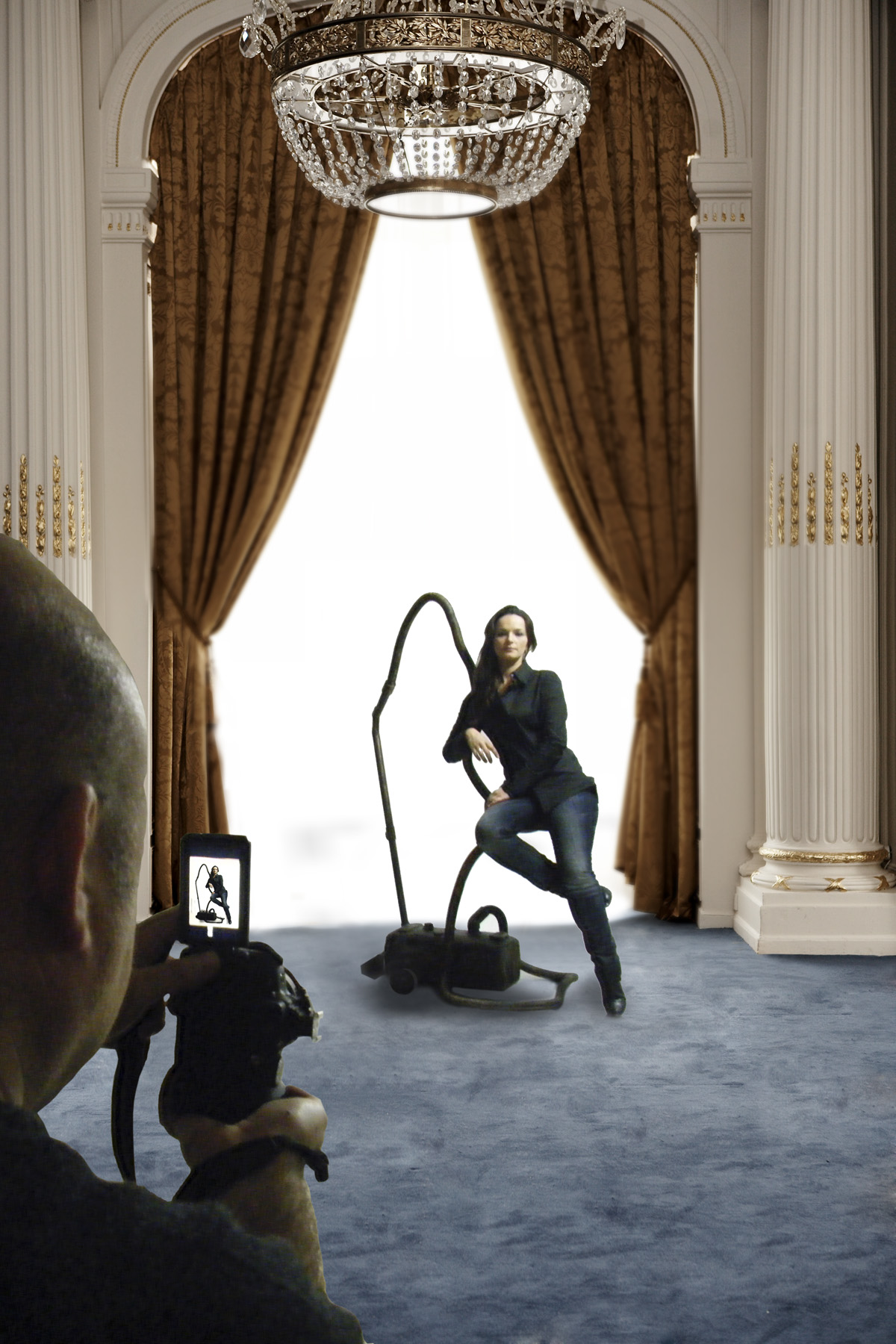
Frédéric Berthelot. Escultura FBSK111.

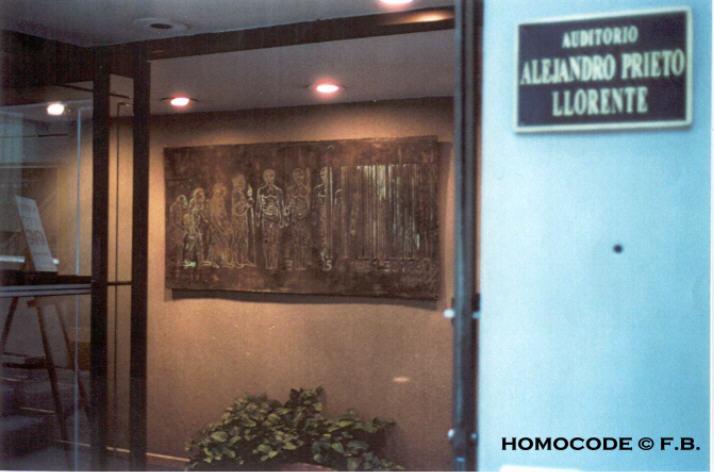
Frédéric Berthelot: Homocode

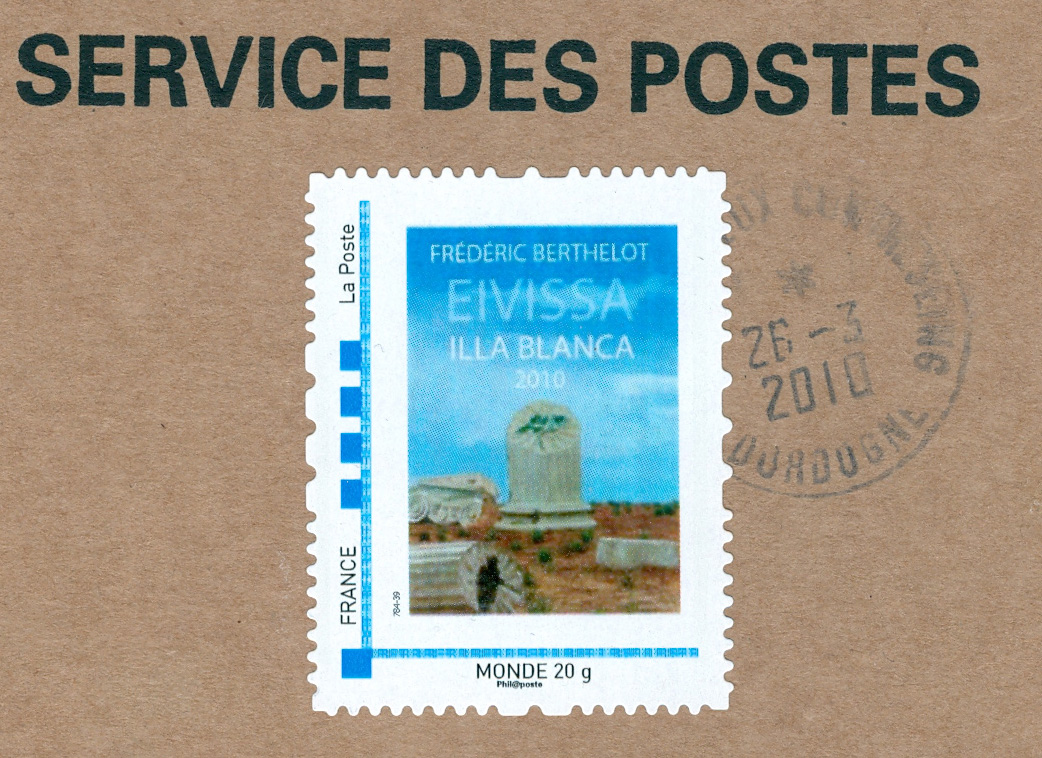
Sello de correos con la escultura Isla Blanca

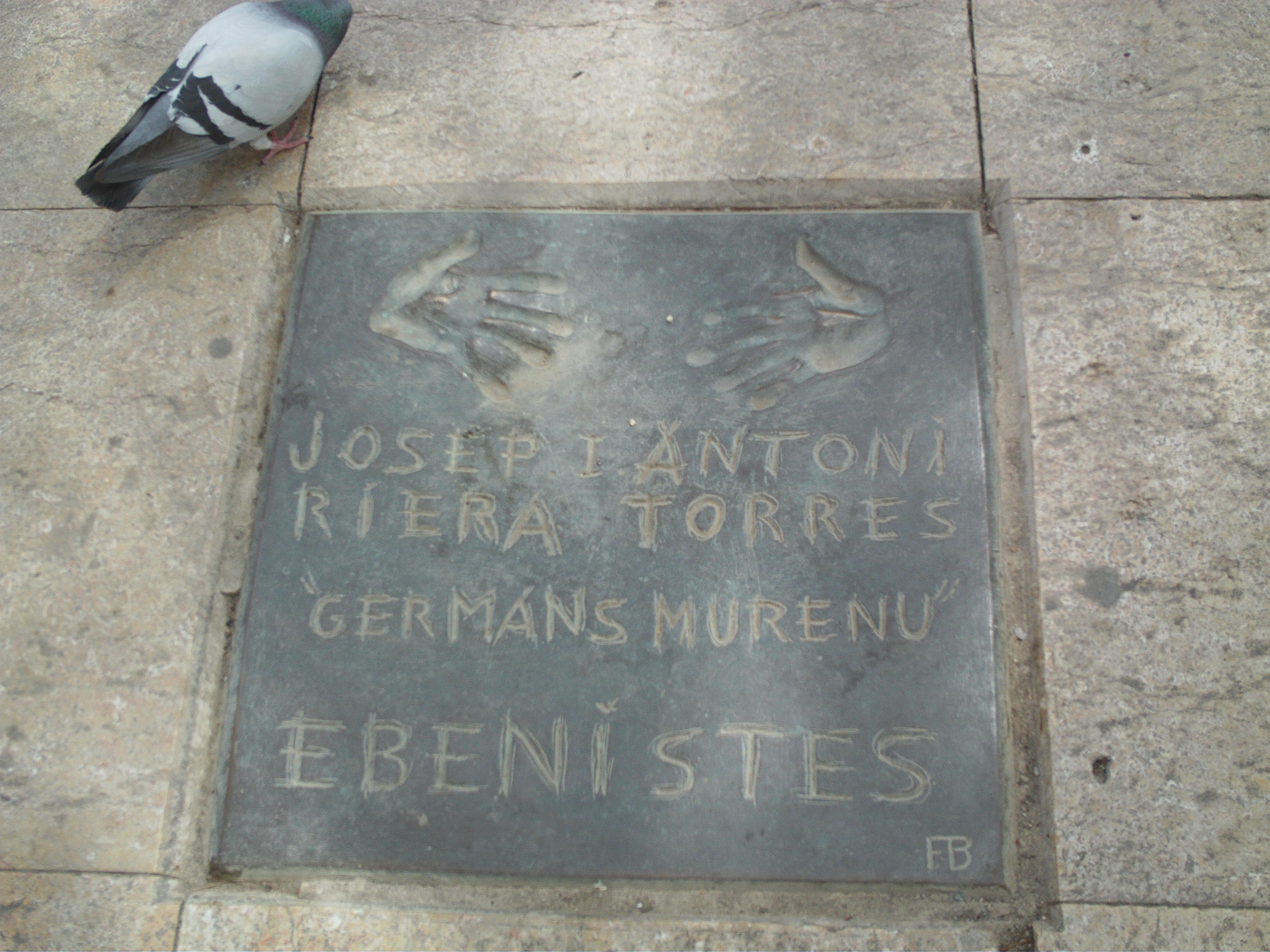
Una de las placas de la instalación escultórica de la Plaza del Parque de Ibiza, denominada MANS D'EIVISSA-MANOS DE IBIZA del escultor Frederic Berthelot.

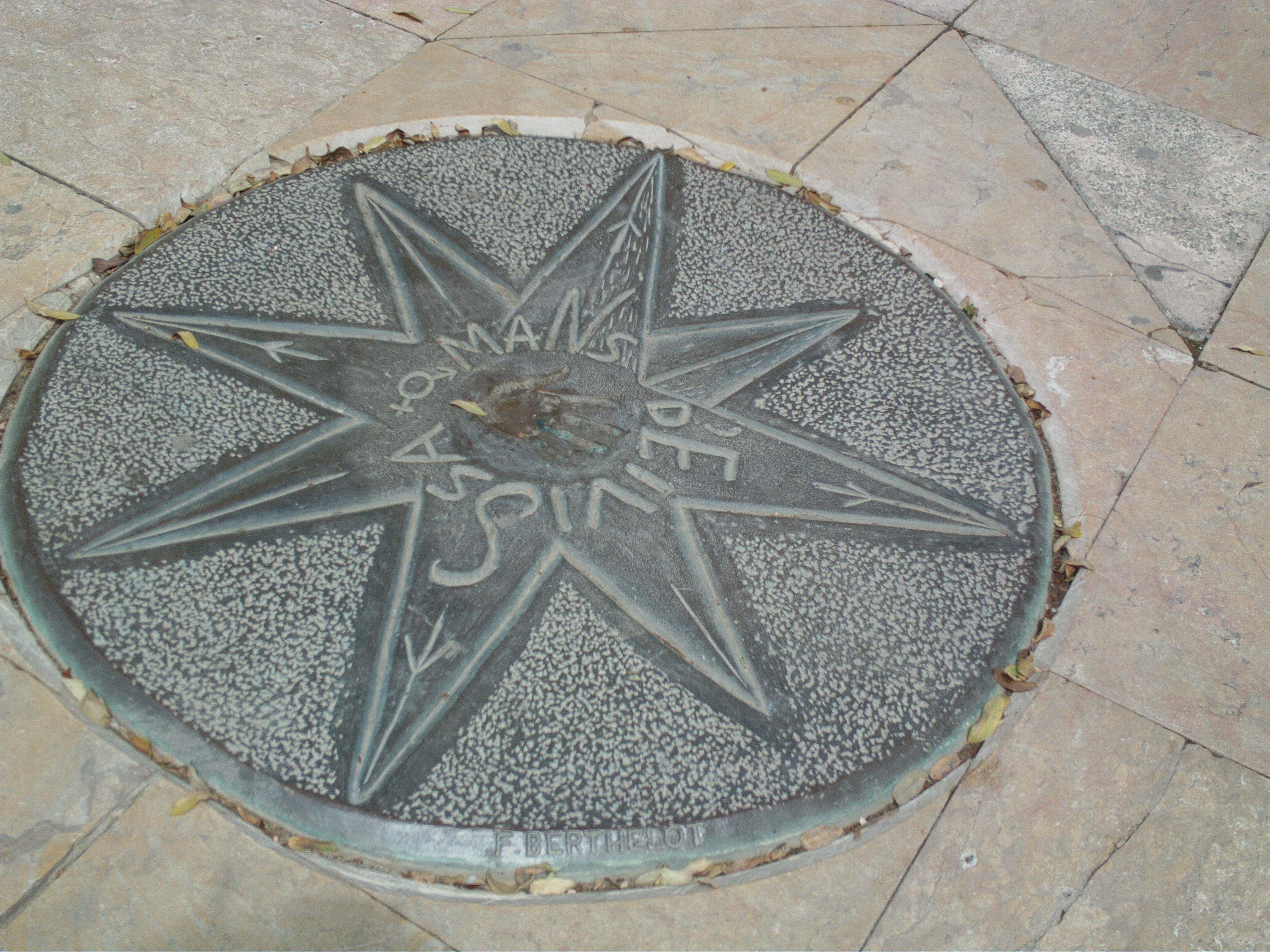
Placa central de la instalación escultórica de la Plaza del Parque de Ibiza, denominada MANS D'EIVISSA-MANOS DE IBIZA del escultor Frederic Berthelot.

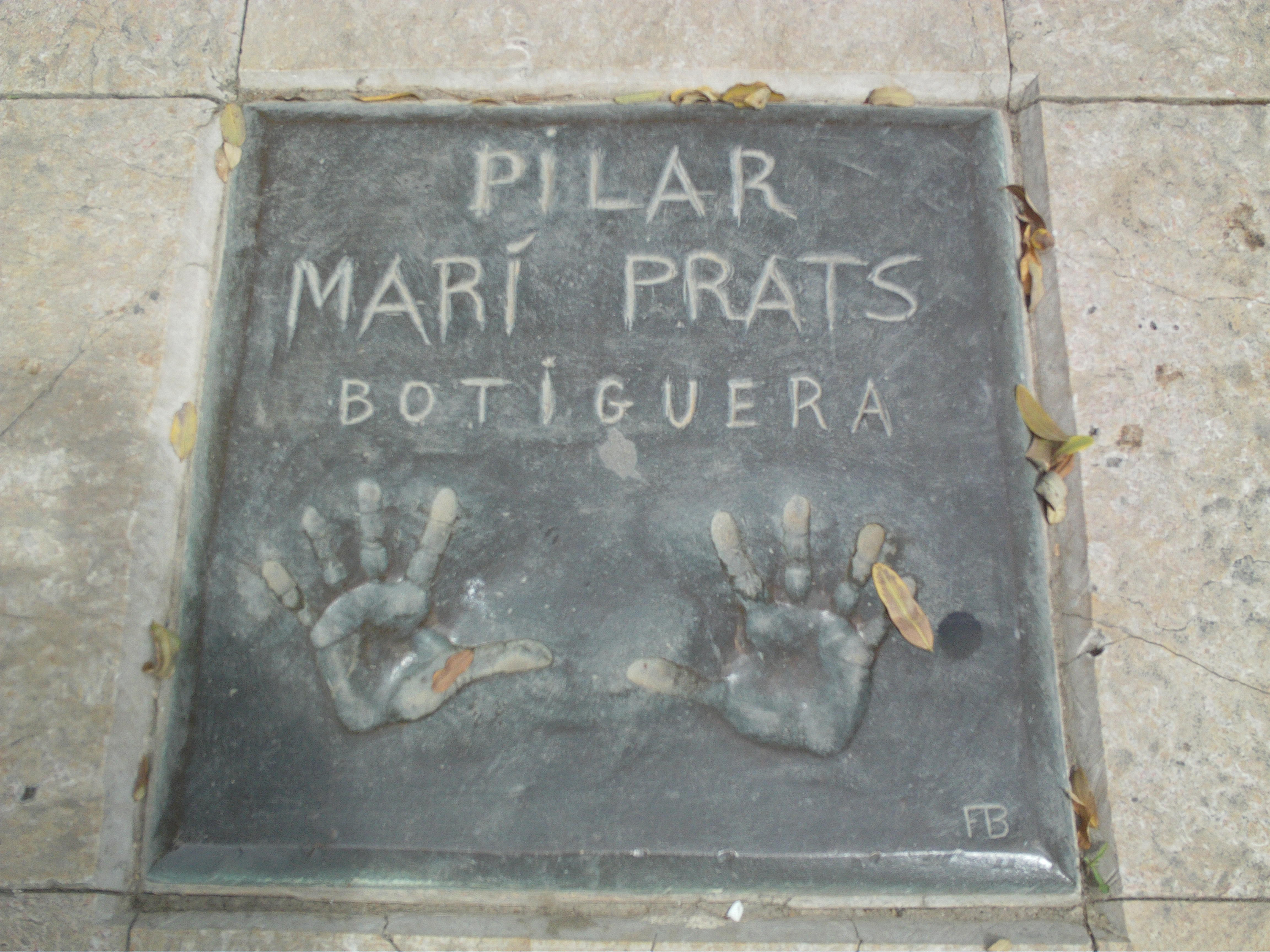
Una de las placas de la instalación escultórica de la Plaza del Parque de Ibiza, denominada MANS D'EIVISSA-MANOS DE IBIZA del escultor Frederic Berthelot.

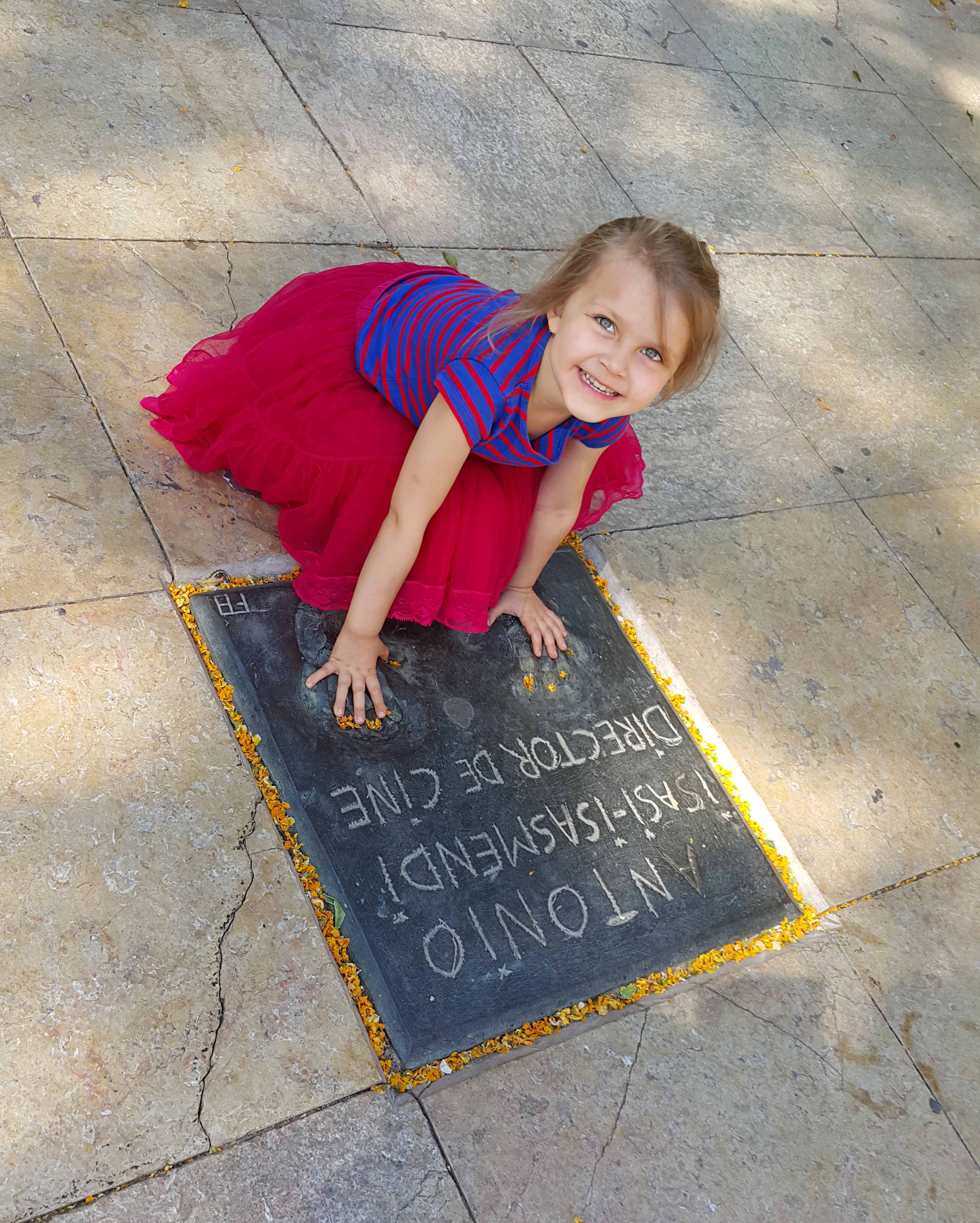
La hija del escultor Frédéric Berthelot, Alix Karo Berthelot posa en la placa dedicada al director de cine Antonio Isasi-Isasmendi (Conjunto escultórico de la Plaza del Parque de Ibiza)

Frédéric Berthelot (París, 1961) es un escultor conceptual en cuya obra se tratan principalmente aspectos críticos sobre la globalización de la cultura, el capitalismo y las religiones. Además de la escultura, Berthelot ha realizado incursiones en el mundo de la música, la poesía, el cine, la televisión y el teatro
. Desde el año 2002 reside en España.

## Obras
- Homocode (1997).[8] Bajorrelieve en el que combinaba la evolución humana con el código de barras. El grupo AECOC le encargó una edición especial de la pieza Homocode para su sede central en Barcelona.[9]

- XXIst code (1998)[8] Obra desarrollada durante su estancia en México[10] y que representaba una visión irónica sobre las expectativas del tercer milenio. (Página 147 de la referencia[11])

- Mans d'Eivissa (2002).[12][13] Instalación situada en la Plaça del Parc de Ibiza que rinde homenaje a personas anónimas que, por su existencia y oficio, han dejado huella en el carácter de la isla.

- Isla Blanca (2003).[14] Pieza situada en la rotonda de entrada de la extensión de la Marina Botafoch de Ibiza.

- FBSK111 (2005) . Escultura de bronce que representa un clásico aspirador de los años 50 reconvertido en silla.

- Mans d'Eivissa (2011).[15][16] Instalación de 17 placas de bronce de 60x60cm con la huella de las manos de personajes claves de la ciudad deIbiza.

## Otras obras
- Microchip One

- Abel 360º Escultura que representa a Abel Matutes

- Phytotérapie

- Eurogang